# Dwangarbeiders (monument)
Dwangarbeiders is een oorlogsmonument in Den Haag. Het staat op de binnenplaats van het Provinciehuis. Destijds de plek van het Haagse Dierentuin, waar in het dierentuingebouw mannen bij een razzia in 1944 bijeen werden gebracht.
Het monument werd op 1 november 1999 onthuld en is ontworpen door Marcel Prins. Het bestaat uit een boom die omringd wordt door een bakstenen verhoging, waarop een opstaande roestvrijstalen ring is bevestigd. Aan de binnenkant van die ring zijn kleine mensenfiguren aangebracht. Op de bakstenen rand is een plaquette met de tekst:

"Dwangarbeiders 1940-1945"

Tijdens de Tweede Wereldoorlog dwong de bezetter ruim 

een half miljoen Nederlanders arbeid te verrichten in Duitsland. 

Ook uit Den Haag en omgeving werden mannen in dwangarbeid afgevoerd.
Dat gebeurde onder andere op grote schaal tijdens een razzia op 21 november 1944.

Rond 15.000 inwoners van Den Haag en omgeving werden op enkele locaties bijeen-

gedreven. Eén van die locaties was de toenmalige dierentuin, de plaats waar u nu staat.
De meesten werden - niet wetend wat hen te wachten stond - vanuit de Laakhaven per

Rijnaak afgevoerd. Ook de naasten die achterbleven zagen zich geconfronteerd met

moeilijke tijden vol onzekerheid over het lot van de mannen.
Talloze dwangarbeiders lieten het leven.
Moge de herinnering aan oorlog en terreur aansporen tot vrede onder alle ....
* * * * *

De razzia van 21/22 november staat bekend als Operatie Sneeuwvlok. Volgens Lou de Jong zijn toen ongeveer 8.000 mannen in Den Haag en 5.000 in Voorburg en Rijswijk opgepakt.
Men schat dat in totaal ruim 511.000 mannen in Nederland werden opgeroepen voor de Arbeitseinsatz, inclusief ruim 15.000 uit Den Haag. Ze werden bij de Haagse Dierentuin bijeengebracht, maar ook bij het Gymnasium Haganum en het K&W gebouw aan de Zwarteweg. Vandaar liepen ze naar het Slachthuisplein bij de Laakhaven. In overvolle aken voeren ze over het IJsselmeer naar Kampen waarna ze in de Van Heutzkazerne werden ondergebracht.
Van de ruim half miljoen mannen zijn ruim 30.000 dwangarbeiders niet teruggekeerd. In Oorlogsmuseum Overloon staat voor hen een monument dat in 1996 werd onthuld.